# Cophyla barbouri
Cophyla barbouri  es una especie de anfibio anuro de la familia Microhylidae. Es endémica del nordeste de Madagascar y su rango altitudinal llega hasta los 1100 m s. n. m. Es una especie arbórea y se reproduce en bambú y cavidades arbóreas llenas de agua.